# Pepe (ur. 1983)
Pepe, właśc. Képler Laveran Lima Ferreira (ur. 26 lutego 1983 w Maceió) – portugalski piłkarz pochodzenia brazylijskiego, który występował na pozycji obrońcy. Złoty medalista Mistrzostw Europy 2016 oraz brązowy medalista Mistrzostw Europy 2012.  Trzykrotny zdobywca Ligi Mistrzów z hiszpańskim Realem Madryt (2013/14, 2015/16, 2016/17). Uczestnik Mistrzostw Świata 2010, 2014, 2018 i 2022. Większość kariery związany był z Realem Madryt oraz FC Porto.

## Kariera klubowa
Swoje pierwsze piłkarskie kroki stawiał w Napoli, klubie z sąsiedztwa. To tam ochrzczono go przezwiskiem "Pepe". Po krótkim pobycie w Clube de Regatas Brasil, znalazł się w Corinthians Alagoano, gdzie trafił do pierwszego składu, nadal jednak w kategorii juniorskiej. W wieku 18 lat, w sezonie 2001/2002, Pepe zdecydował się wyjechać do Europy, konkretnie do Portugalii. Przygodę z europejską piłką rozpoczął w rezerwach klubu Marítimo, później awansując do pierwszej drużyny. Po trzech latach, w sezonie 2004/2005, jego grą zainteresowało się FC Porto i zdecydowało się na pozyskanie Brazylijczyka. Pepe dość szybko stał się kluczowym elementem defensywy Porto.
Pomimo iż sporo kosztowała go aklimatyzacja na Maderze, gdzie cały czas tęsknił za rodziną i domem, nie wpłynęło to niekorzystnie na jego sportowy rozwój. Po grze w Marítimo znalazł się w kręgu zainteresowań FC Porto, a jeszcze wcześniej trafił do Lizbony, gdzie był testowany przez tamtejszy Sporting. Ostatecznie jednak klub nie przystał na jego transfer i Pepe zmuszony był do powrotu do Marítimo.
Zabiegał o niego rumuński trener László Bölöni, który w 2001 poprowadził Sporting do zwycięstwa w lidze. Po tym, jak opuścił portugalski klub, starał się namówić Pepe do gry we francuskim Rennes, z którym także zdobył mistrzostwo kraju. Młody obrońca wybrał jednak ofertę FC Porto. Po tym, jak z klubu odszedł José Mourinho, na stanowisku trenera zastąpił do Co Adriaanse, który wiele nauczył młodego Pepe. Pepe w barwach "Smoków" rozegrał ponad 60 spotkań, w których strzelił 6 bramek.
W 2007 po Pepe zgłosił się Real Madryt, który zapłacił za gracza 30 milionów euro. Pepe fatalnie zadebiutował na Santiago Bernabeu w meczu z Sevillą w Superpucharze Hiszpanii, które Sevilla wygrała 3:5. Pepe był winowajcą trzech bramek i otrzymał czerwoną kartkę w 90. minucie spotkania. Jednak z każdym meczem Portugalczyk grał coraz lepiej. Prawdziwe apogeum formy pokazał w spotkaniu z Barceloną 23 grudnia 2007 na Camp Nou, które Real Madryt wygrał. Od tamtej pory został ważnym ogniwem "Królewskich". 21 kwietnia 2009 podczas meczu z Getafe CF dokonał brutalnego faulu na Javim Casquero, po chwili uderzył w twarz Juana Albina. Otrzymał czerwoną kartkę. Schodząc z boiska, obraził sędziów. Po meczu Komisja Dyscyplinarna Hiszpańskiej Federacji Piłkarskiej zawiesiła Pepego na 10 meczów Primera División. 12 grudnia 2009 w 44. minucie meczu z Valencią zerwał wiązadła w prawym kolanie. Sezon 2010/2011 zakończył z jedną bramką na koncie strzeloną Realowi Sociedad 19 września 2010 aczkolwiek dziennik Marca przyznał tego gola wykonującemu rzut wolny Cristiano Ronaldo, po którego strzale i plecach Pepe piłka trafiła do bramki. Po sezonie 2016/2017 nie porozumiał się z Realem Madryt w kwestii nowego kontaktu, w wyniku czego stał się wolnym zawodnikiem.
4 lipca 2017 podpisał trzyletni kontrakt z tureckim Beşiktaşem JK.
W 2019 roku Pepe powrócił do FC Porto i występował w nim do zakończenia kariery po Euro 2024.

## Kariera reprezentacyjna
Pepe, chociaż jest Brazylijczykiem, nigdy nie grał w reprezentacji tego kraju. Natomiast, w 2007, po otrzymaniu portugalskiego obywatelstwa, zadebiutował w barwach Portugalii. Zagrał na EURO 2008, zdobył dwie bramki w meczu z Turcją, w tym jedną nieuznaną. Został nominowany do nagrody FIFA World Player w 2008.
Uraz odniesiony w grudniu 2009 miał go wykluczyć z udziału na mistrzostwach świata, ale pod koniec maja okazało się, że Pepe ma szansę na występ.
13 czerwca 2012 zdobył otwierającą bramkę w meczu przeciwko reprezentacji Danii na Euro 2012.
Stoper na tym turnieju zagrał we wszystkich meczach w pełnym wymiarze czasowym, a razem z reprezentacją Portugalii doszedł do półfinału, gdzie po bezbramkowym remisie jego drużyna uległa w karnych 2:4 reprezentacji Hiszpanii. Pepe w serii rzutów karnych wykorzystał swoją jedenastkę.

## Statystyki klubowe
| Klub               | Sezon              | Liga  | Liga | Puchar krajowy1 | Puchar krajowy1 | Europa | Europa | Inne2 | Inne2 | Łącznie | Łącznie |
| Klub               | Sezon              | Mecze | Gole | Mecze           | Gole            | Mecze  | Gole   | Mecze | Gole  | Mecze   | Gole    |
| CS Marítimo        | 2001/02            | 4     | 0    | 0               | 0               | 0      | 0      | –     | –     | 4       | 0       |
| CS Marítimo        | 2002/03            | 29    | 2    | 1               | 0               | –      | –      | –     | –     | 30      | 2       |
| CS Marítimo        | 2003/04            | 30    | 1    | 2               | 0               | –      | –      | –     | –     | 32      | 1       |
| CS Marítimo        | Razem              | 63    | 3    | 3               | 0               | 0      | 0      | –     | –     | 66      | 3       |
| FC Porto           | 2004/05            | 15    | 1    | 1               | 0               | 5      | 0      | –     | –     | 21      | 1       |
| FC Porto           | 2005/06            | 24    | 1    | 4               | 0               | 5      | 2      | –     | –     | 33      | 3       |
| FC Porto           | 2006/07            | 25    | 4    | 1               | 0               | 8      | 0      | –     | –     | 34      | 4       |
| FC Porto           | Razem              | 64    | 6    | 6               | 0               | 18     | 2      | –     | –     | 88      | 8       |
| Real Madryt        | 2007/08            | 19    | 0    | 3               | 0               | 3      | 0      | –     | –     | 25      | 0       |
| Real Madryt        | 2008/09            | 26    | 0    | 1               | 0               | 5      | 0      | –     | –     | 32      | 0       |
| Real Madryt        | 2009/10            | 10    | 1    | 1               | 0               | 6      | 0      | –     | –     | 17      | 1       |
| Real Madryt        | 2010/11            | 26    | 1    | 4               | 0               | 8      | 0      | –     | –     | 38      | 1       |
| Real Madryt        | 2011/12            | 29    | 1    | 7               | 0               | 9      | 0      | –     | –     | 45      | 1       |
| Real Madryt        | 2012/13            | 28    | 1    | 3               | 0               | 11     | 1      | –     | –     | 42      | 2       |
| Real Madryt        | 2013/14            | 31    | 4    | 7               | 1               | 11     | 0      | –     | –     | 49      | 5       |
| Real Madryt        | 2014/15            | 27    | 2    | 2               | 0               | 6      | 0      | 4     | 0     | 38      | 2       |
| Real Madryt        | 2015/16            | 21    | 1    | 1               | 0               | 9      | 0      | –     | –     | 31      | 1       |
| Real Madryt        | 2016/17            | 13    | 2    | 2               | 0               | 3      | 0      | –     | –     | 18      | 2       |
| Real Madryt        | Razem              | 229   | 13   | 31              | 1               | 71     | 1      | 4     | 0     | 335     | 15      |
| Beşiktaş JK        | 2017/18            | 23    | 2    | 5               | 0               | 6      | 0      | 1     | 0     | 35      | 2       |
| Beşiktaş JK        | 2018/19            | 10    | 3    | 0               | 0               | 7      | 2      | –     | –     | 17      | 5       |
| Beşiktaş JK        | Razem              | 33    | 5    | 5               | 0               | 13     | 2      | 1     | 0     | 52      | 7       |
| FC Porto           | 2018/19            | 13    | 2    | 2               | 0               | 3      | 0      | 2     | 0     | 21      | 2       |
| FC Porto           | 2019/20            | 25    | 1    | 1               | 0               | 9      | 0      | 1     | 0     | 37      | 1       |
| FC Porto           | 2020/21            | 27    | 2    | 4               | 0               | 6      | 0      | 3     | 0     | 40      | 2       |
| FC Porto           | 2021/22            | 21    | 1    | 3               | 0               | 9      | 0      | 0     | 0     | 33      | 1       |
| FC Porto           | 2022/23            | 24    | 0    | 8               | 0               | 4      | 0      | 0     | 0     | 36      | 0       |
| FC Porto           | 2023/24            | 22    | 1    | 5               | 0               | 7      | 2      | 0     | 0     | 34      | 3       |
| Łącznie w karierze | Łącznie w karierze | 521   | 34   | 68              | 1               | 140    | 7      | 11    | 0     | 740     | 42      |

1(Superpuchar krajowy)

2(Superpuchar Europy, Klubowe Mistrzostwa Świata)

## Sukcesy

### FC Porto
- Puchar Interkontynentalny: 2004
- Mistrzostwo Portugalii: 2006, 2007, 2020, 2022
- Puchar Portugalii: 2006, 2020, 2022, 2023, 2024
- Puchar Ligi: 2023
- Superpuchar Portugalii: 2004, 2006, 2020, 2022, 2024

### Real Madryt
- Mistrzostwo Hiszpanii: 2007/2008, 2011/2012, 2016/2017
- Superpuchar Hiszpanii: 2008, 2012
- Puchar Hiszpanii: 2011, 2014
- Liga Mistrzów UEFA: 2013/2014, 2015/2016, 2016/2017
- Superpuchar Europy: 2014, 2016[9]
- Klubowe Mistrzostwo Świata: 2014, 2016

### Reprezentacja
- Mistrzostwa Europy 2012:  Brąz
- Mistrzostwa Europy 2016:  Złoto
- Puchar Konfederacji 2017:   Brąz
- Liga Narodów UEFA: 2018/19

### Indywidualnie
- Jedenastka Rewelacji Ligi według UEFA: 2008
- Drużyna marzeń według UEFA podczas Mistrzostw Europy 2008 w Austrii i Szwajcarii
- Drużyna marzeń według UEFA podczas Mistrzostw Europy 2012 w Polsce i Ukrainie
- Drużyna Roku w Lidze Mistrzów: 2014
- Jedenastka Roku według ESM: 2014

## Życie prywatne
Życiową partnerką Pepe jest Ana Sofia Moreira, którą poznał w 2007 w czasach gry w FC Porto. 27 sierpnia 2012 para doczekała się narodzin Angeli Sofii, zaś 13 maja 2014 na świat przyszła ich druga córka, Emily Maria. We wrześniu 2022 roku para doczekała się trzeciego dziecka, syna Rodrigo.